# Suerte (Whenever, Wherever)
«Suerte» —versión en inglés: «Whenever, Wherever» — es una canción interpretada por la cantautora colombiana de pop latino Shakira, incluida originalmente en su tercer álbum de estudio, Servicio de lavandería (2001). 
Fue publicada el 27 de agosto de 2001 por el sello discográfico Epic Records como primer sencillo del álbum, siendo además su canción debut para el mercado anglosajón. La letra y producción de la canción estuvieron a cargo de Shakira. La música de la misma fue compuesta por la cantante y Tim Mitchell. La versión en inglés de la letra contó con la participación de Gloria Estefan mientras que Mitchell brindó producción adicional. El tema pertenece a los géneros de world music, dance, adult contemporary y pop latino. Su versión en español, titulada «Suerte (Whenever, Wherever)» fue publicada al mismo tiempo que la original como sencillo para España y Latinoamérica. Escrita por la misma artista, habla líricamente sobre lo afortunada que es Shakira por haber encontrado a su pareja romántica.
Tras su lanzamiento, «Whenever, Wherever» fue elogiada por los críticos de música contemporánea, que destacaron el tema como parte fundamental del álbum y como la carta de entrada de Shakira al mercado musical internacional. Por otro lado, tuvo un éxito comercial rotundo, convirtiéndose en uno de los temas más importantes de Shakira en el mundo. En Estados Unidos, logró alcanzar el sexto lugar de la lista Billboard Hot 100, siendo su mejor posición en ese país hasta que «Hips Don't Lie» (2006) lograra la primera posición. Además, logró encabezar las listas de todo el mercado latino con la versión en español. «Whenever, Wherever» encabezó en total las listas de veintinueve países, incluyendo Colombia y la mayor parte de América Latina, Europa y Oceanía. Entre tanto, al lograr vender más de 8.5 millones de copias (Estimadas) a nivel mundial, se convirtió en una canción insignia de Shakira y en uno de los sencillos más vendidos en la historia.
Luego del espectáculo de medio tiempo del Super Bowl LIV, el 3 de febrero de 2020 la canción alcanzó la posición #1 de iTunes en EEUU, 19 años después de su lanzamiento.

## Antecedentes y desarrollo

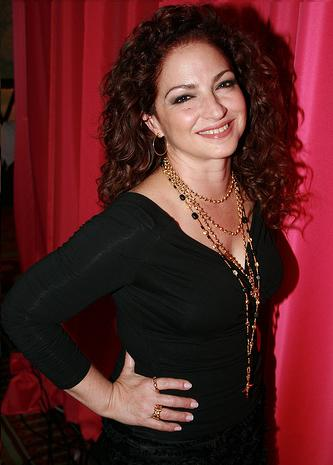
Gloria Estefan (en la imagen) influyó favorablemente en la decisión de que Shakira grabara un álbum en inglés, además de ser la coescritora del tema.

En 1998, Shakira lanzó su segundo álbum de estudio con un gran sello importante, ¿Dónde están los ladrones?, que se convirtió en un gran éxito en América Latina y recibió certificaciones multiplatino en varios países como Argentina, Colombia, Chile, México y España. El álbum de pop latino influenciado por el rock en español generó comparaciones hacia el trabajo de la cantautora Alanis Morissette, y «abrió las puertas al mercado estadounidense», ya que duró once semanas en el número uno en la lista de Billboard Top Latin Albums. Se convirtió en el primer álbum de Shakira en recibir una certificación de platino por la Recording Industry Association of America (RIAA). Del álbum ¿Dónde están los ladrones? se desprende el sencillo «Ojos así», que fue reconocido como una canción insignia de Shakira.
La cantante Gloria Estefan, cuyo esposo Emilio Estefan gestionaba la carrera de Shakira en ese momento, sintió que ella tenía potencial para un crossover en la industria del pop. Sin embargo, Shakira no se sentía cómoda al grabar canciones en inglés, ya que no era su lengua materna, por lo que Estefan se ofreció a traducir «Ojos así» con el fin de mostrarle que «podría traducirse». Shakira entonces comenzó a traducir la canción y respondió «honestamente, no puedo hacer esto mejor». Como Shakira quería tener el control total de sus grabaciones, ella decidió aprender ese idioma para que pudiera escribir sus propias canciones. Queriendo «encontrar una forma de expresar las ideas y sentimientos, historias del día a día en inglés», Shakira compró un diccionario de rimas, comenzó a analizar la letra de canciones de Bob Dylan, la lectura de la poesía y las obras de autores como Leonard Cohen y Walt Whitman y tomó clases con un tutor privado. «Objection (Tango)» se convirtió en la primera canción que Shakira escribió en inglés. Shakira también compuso la letra de versión en español, «Te aviso, te anuncio (Tango)». Luego de esto, la artista, bajo el sello Epic Records, publicó el 27 de agosto de 2001 el sencillo «Whenever, Wherever». Entre tanto, una versión en español, fue publicada el mismo día, escrita por ella misma así como «Te aviso, te anuncio» y fue publicada el mismo día.

## Composición

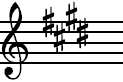
«Whenever, Wherever» está escrita bajo la tonalidad de do sostenido menor.

«Whenever, Wherever» fue coescrita por Shakira, Tim Mitchell y Gloria Estefan. Musicalmente el tema pertenece a los géneros de pop con world music, con influencia del pop latino y de la instrumentación de la música andina como la charanga y quena flauta. 
«Whenever, Wherever», está compuesta en la tonalidad do sostenido menor, y el rango de voz de la cantante se extiende desde F#3 hasta F#5, con 108 pulsaciones por minuto. La canción está fuertemente influenciado por la música andina, en la que se incluye el uso de charango y zampoña en su instrumentación. La zampoña en el tema es proporcionada por Andy F. Dowling de North Ayrshire, en Escocia.
Lirícamente «Whenever, Wherever» habla sobre el destino y la forma en que este ha jugado un papel importante en el romance de Shakira. Se inicia con una guitarra, similar al riff de cuatro notas de la canción de Pink Floyd «Shine on You Crazy Diamond», conocida como una melodía explosiva. Luego, Shakira habla que va a seguir a su novio a la cima de la montaña más alta, arriesgando su vida para tener intimidad con él. En el pre-coro canta: «le ro lo le lo le, Le ro lo le lo le's» y en el coro canta: «Whenever, wherever / We're meant to be together / I'll be there and you'll be near / And that's the deal my dear»; en español: «Donde sea, donde quiera / estamos destinados a estar juntos / Estaré allí y tu estarás cerca / ese es el trato, cariño».

## Comentarios de la crítica

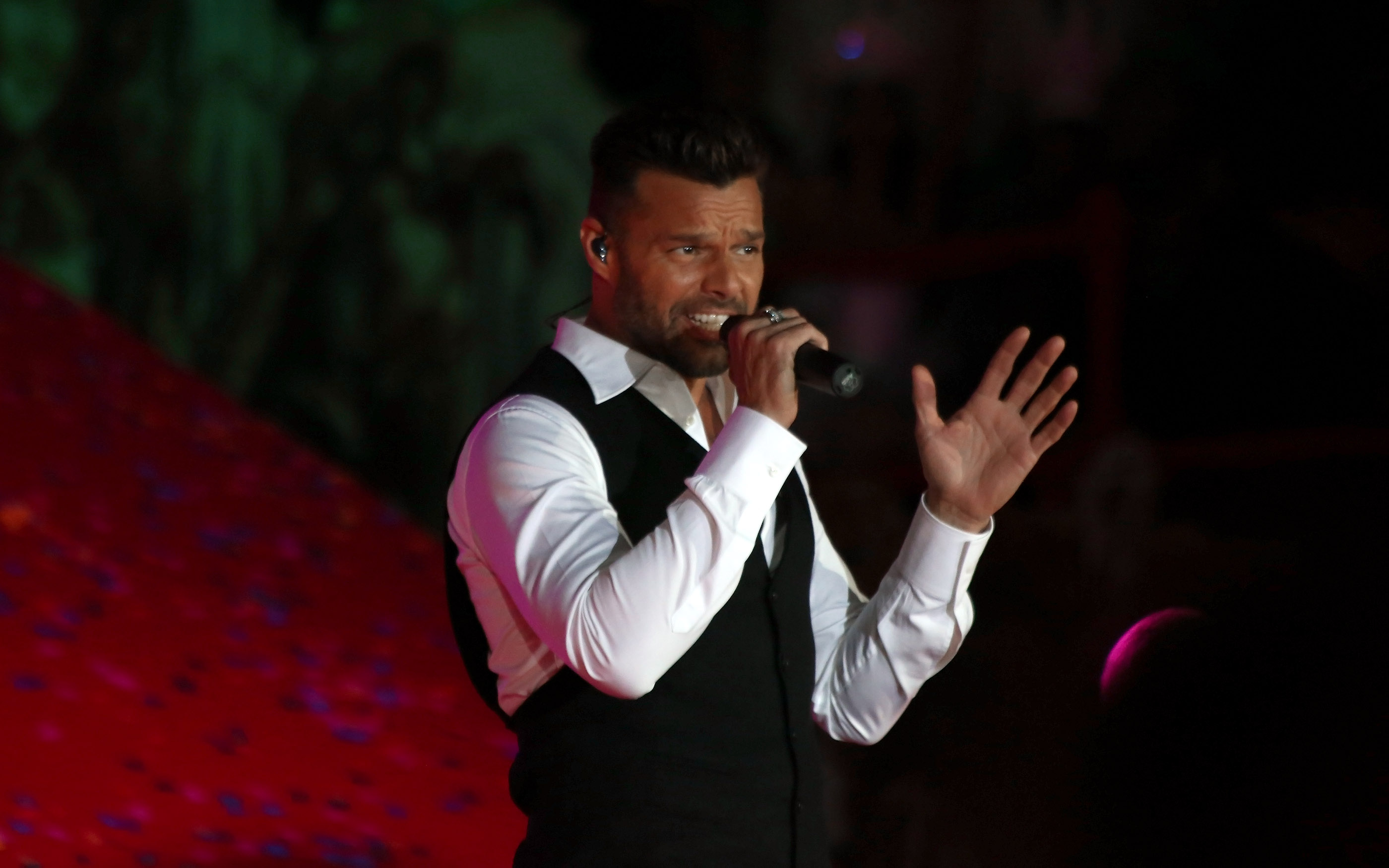
La crítica señala a «Whenever, Wherever» de Shakira, como «Livin' la Vida Loca» de Ricky Martin, ya que al igual que dicho tema, consagró a la artista internacionalmente.

Tras su lanzamiento, «Whenever, Wherever» recibió reseñas positivas por parte de los críticos de música contemporánea, quienes alabaron el tema y su musicalidad.
Alex Henderson de Allmusic, en su revisión del álbum Laundry Service, dio una reseña positiva del tema quien realizó una comparación con el tema del cantante Ricky Martin «Livin' la Vida Loca» (1999): «"Whenever, Whenever", el pegadizo sencillo principal de este álbum supone para Shakira lo que "Livin' la Vida Loca" fue para Ricky Martin: El gran éxito que la consagró entre las audiencias de habla inglesa».
Por su parte Lisa Oliver del portal web Yahoo! del Reino Unido, resalta al tema como la mejor pista del álbum, donde aclama la letra de la canción: «Sin embargo, el mejor tema del álbum por diferencia es la oleada de tambores retumbantes y caballos galopantes llamada "Whenever, Whenever". A pesar de letras algo extrañas, como "suerte que mis pechos sean pequeños para que no los confundas con montañas", consigue que prestes atención y te la imagines sin los pantalones de fibra sintética».
Alexis Petridis de The Guardian en la revisión del álbum, habló positivamente del tema, donde compara su voz con la canadiense Alanis Morissette: «Shakira, que escribe sus propias letras, canta con una convicción que avergonzaría a Alanis Morissette, con una voz poderosa que escala las octavas para más énfasis».
Sin embargo, en una reseña mixta, David Browne de Entertainment Weekly, expresó que «Si uno fuera a juzgar por el sencillo "Whenever, Wherever", con su descarado look pop latino e igualmente descarado vídeo en el que aparece retorciéndose en el barro, pensaría que esta estrella pop colombiana sería una bola de fuego, una versión femenina de Ricky Martin. Y se equivocaría», más adelante crítica, la manera en que su música no se halla: «El primer álbum bilingüe de Shakira, Laundry Service, es la peor pesadilla de géneros mixtos. El pálido ska pop, baladas de imitación country, y el rock genérico apenas traicionan un acento español o cualquier patrimonio musical. (Ella no puede decidir si quiere sonar como Alanis o Shania.) Es motivo suficiente para incitar a otra manifestación contra la OMC».

### Reconocimientos
Tanto «Whenever, Wherever» como «Suerte», recibieron múltiples nominaciones, exactamente catorce, de las cuales seis resultó ganadora. «Whenever, Wherever» fue nominado a cinco premios MTV Video Music Awards, sin ganar ninguno, sin embargo, logró un Premio NRJ como mejor canción internacional. Por su parte, «Suerte» logró un MTV Video Music Awards Latinoamérica a mejor vídeo y un Grammy latino a mejor vídeo musical en formato corto. 
Entre otros, el portal web Terra, escogió al tema «Suerte» entre «las 50 mejores canciones latinas», superada por artistas como Alejandro Sanz y Paulina Rubio, sin embargo se reconoció como un hit mundial. Bill Lamb de About.com escogió a «Whenever, Wherever» como la tercera mejor canción de Shakira, en su conteo de las cinco mejores canciones de la artista.

## Recepción comercial

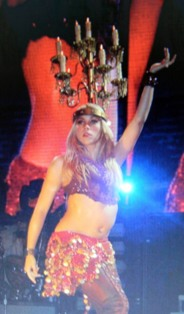
Shakira interpretando «Whenever, Wherever» durante la gira Tour de la Mangosta, Holanda.

«Whenever, Wherever» fue el sencillo más exitoso en la carrera de la artista, hasta el 2006, con la publicación del éxito mundial «Hips Don't Lie», después de haber vendido más de 9.55 millones de copias en todo el mundo de acuerdo a Yahoo! Music y colocándola en la decimoséptima posición de los sencillos más vendidos de la década de 2000 en la música.

### América
En Estados Unidos, el sencillo ingresó a la posición setenta y seis de Billboard Hot 100, luego llegó a la sexta posición, en el conteo duró un total de 24 semanas. Aparte de esto, el tema logró ingresar a las listas de Dance Club Play Songs, Pop Songs y Radio Songs, donde tuvo una excelente recepción al llegar al tercer, cuarto y sexto puesto respectivamente. Para la versión en español del tema, logró la primera posición en Hot Latin Songs y Latin Pop Songs, convirtiéndose además en un suceso en el público latino residente en Estados Unidos. En Canadá, la canción logró la cuarta posición del Canadian Hot 100, lista de Billboard, En el mercado latinoamericano, el tema «Suerte» pudo llegar a las primeras posiciones de países como Argentina, Chile, Colombia y Venezuela, así como la cuarta posición en Centroamérica y la posición ocho en México.

### Europa

Gracias a «Whenever, Wherever», Shakira se abrió paso en el mercado musical de Europa.

En Europa, «Whenever, Wherever» se convirtió en un gran éxito, encabezó las listas de más de quince países, estableciendo rápidamente la presencia de Shakira en la corriente europea.
En Alemania, alcanzó el primer lugar de la lista Media Control, mientras que la Bundesverband Musikindustrie (BVMI) le dio al tema tres discos de oro, por sus ventas en ese territorio.
En Austria, el tema debutó el 3 de febrero de 2002, en la decimosegunda posición del Ö3 Austria Top 40, de allí logró ascender diez posiciones en la siguiente semana, en la siguiente semana alcanza la primera posición del listado, así el tema logró llegar a la primera posición por siete semanas (no consecutivas), se despidió del conteo luego de treinta semanas de permanecer en el. Debido a su éxito en el territorio austriaco, la Federación Internacional de la Industria Fonográfica (IFPI) para Austria le concedió un disco de platino. En el territorio belga, el tema logró la primera posición para las regiones de Flandes y Valonia. En el primero, el tema logró permanecer en el primer lugar de la lista Ultratop 50 durante siete semanas, desde el 2 de marzo de 2002, hasta el 13 de abril de 2002, el tema en la región flamenca de Bélgica, duró en total veintitrés semanas. En la siguiente lista de Bélgica, el tema duró solo una semana en el primer lugar del conteo, mas sin embargo logró durar veintiocho semanas en la lista, cinco más que en Flandes. «Whenever, Wherever» logró dos discos de platino otorgados por la Belgian Entertainment Association (BEA). En Dinamarca el tema debutó en la primera posición de Tracklisten, y se mantuvo en dicha posición por diez semanas consecutivas.
En España se publicó la versión «Suerte» y debutó en la segunda posición de la lista de sencillos española Promusicae, y a la tercera semana en lista, llegó al primer puesto, a la semana siguiente descendió a la segunda posición, y duró en lista diecisiete semanas. En Finlandia el tema llegó al primer lugar de la lista Suomen virallinen lista, el tema logró vender más de cinco mil copias en ese país, así la Musiikkitottajat le otorgó disco de oro. En Francia, «Whenever, Wherever» debutó en la primera posición de SNEP, así duró cuatro semanas en el primer lugar. La misma SNEP, le otorgó al tema un disco de diamante, con ventas de más de 900 000 copias. En Hungría e Irlanda, logró posicionarse en la primera posición. En Italia, el tema logró llegar a la primera posición de Federación de la Industria Musical Italiana (FIMI), como debut, allí se mantuvo por siete semanas no (consecutivas), hasta su retiro de la lista. En Noruega, el sencillo llegó al primer lugar de VG-lista en su semana de estreno, allí duro once semanas (no consecutivas), gracias a esto la IFPI de Noruega, le otorgó al sencillo tres discos de platino. En Países Bajos el tema llegó al primer lugar de MegaCharts, allí llegó a durar diez semanas consecutivas en el conteo.
En el Reino Unido, la canción se convirtió en el primer tema de Shakira en ingresar en la lista The Official Charts Company, allí alcanzó la posición dos, luego de eso duró diez semanas entre las diez canciones, y duró en la lista diecinueve semanas. Gracias a eso la British Phonographic Industry (BPI) le concedió un disco de platino, por ventas de 600 000 copias en esa región. En Suecia, la canción debutó en la primera posición de Sverigetopplistan, luego bajó una posición, y dos semanas después llegó de nuevo a la primera posición. Así la Grammofonleverantörernas förening (GLF) le otorgó dos discos de platino. En Suiza el tema logró durar diecisiete semanas en el primer lugar, siendo el récord más alto en la década de 2000 en dicho país. La IFPI de Suiza le otorgó dos discos de platino al tema.

### Oceanía
En Australia, el tema se convirtió en un éxito radial, tanto que logró debutar directamente a la primera posición del listado de ARIA Charts, desplazando a «In Your Eyes» de Kylie Minogue. Así logró mantenerse en la primera posición por seis semanas consecutivas. La Australian Recording Industry Association (ARIA) le dio tres discos de platino, por ventas de más de doscientos mil ejemplares en ese país. En Nueva Zelanda, el tema llegó al puesto treinta y nueve de Recorded Music NZ en su primera semana, hasta que en su cuarta semana en lista ascendió a la primera posición, así duró ocho semanas no consecutivas en la primera posición de la lista. la  Recording Industry Association of New Zealand (RIANZ) le otorgó un disco de platino por sus ventas en Nueva Zelanda.

## Vídeo musical
El vídeo musical de la canción fue dirigido por Francis Lawrence y la dirección de fotografía de Pacal Lebeque. Para este se usó una pantalla azul que simularía el paisaje del vídeo, allí se emulan las maravillas naturales de la Tierra rodeados por Shakira. Comienza con ella sumergida en el océano, antes de saltar hacia fuera sobre las rocas de los alrededores y observar un paisaje que representa a las montañas andinas. A continuación, procede a entrar en un desierto, donde comienza una rutina de baile en medio de una estampida de caballos. La estampida cesa de repente, y Shakira se arrodilla en una piscina de lodo de poca profundidad, y comienza a gatear a través de él. En el culmen del vídeo, Shakira se encuentra en la cima de una montaña de nieve antes de saltar, descender en el agua y sumergiéndose una vez más, entre tanto se finaliza el vídeo encerrándose en un círculo así como su inicio.
El vídeo se convirtió en un éxito instantáneo en varios programas de música. Se convirtió en el primer vídeo de Shakira en aparecer en el programa de MTV Total Request Live, y alcanzó el número uno por una semana en el programa de MuchMusic Countdown. Entre tanto logró cosechar premios importantes; como un premio Grammy Latino a mejor vídeo musical de formato corto, un Ritmo Latino Award a mejor vídeo del año, y un MTV Award para Latinoamérica, para vídeo del año. Para los MTV Video Music Awards 2002 estuvo nominado a mejor vídeo femenino, mejor vídeo pop, mejor cinematografía y mejor vídeo dance. Sin embargo, el público escogió a «Suerte» como el vídeo favorito para el cono norte de América Latina.

## Presentaciones en directo

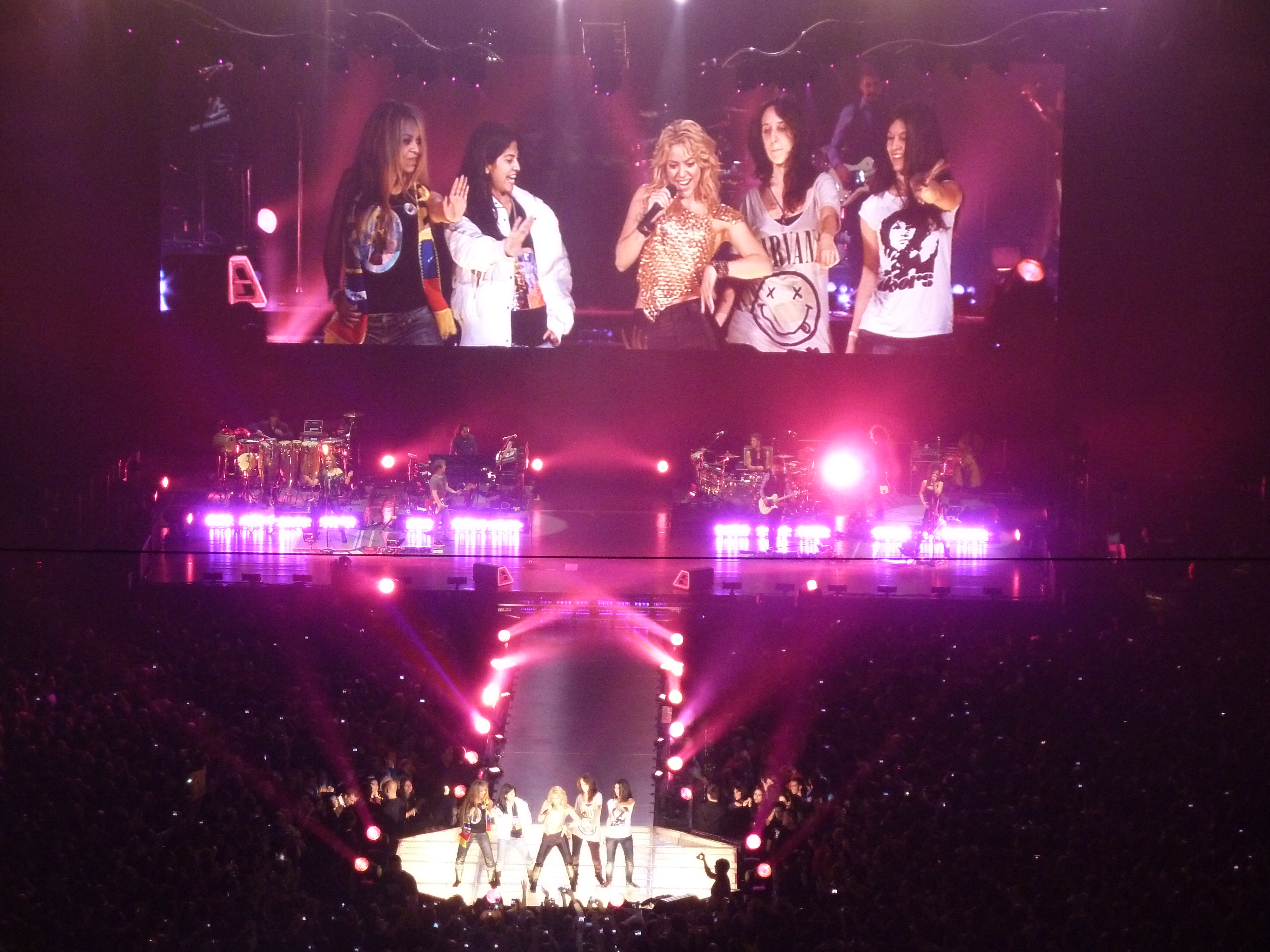
Shakira interpretando «Whenever, Wherever» durante el The Sun Comes Out World Tour en Madrid, España.

Para las presentaciones en diversos medios de comunicación, Shakira grabó una versión en vivo en estudio, al igual que para «Suerte», esta grabación se llamó TV Edit. La única y primera vez que Shakira interpretó la versión original de la canción fue en los Radio Music Awards de 2001. Para la promoción del tema, se incluyó una remezcla del tema para la reedición del álbum Laundry Service: Washed & Dried, llamado «Sahara Mix». En esta se incorporan sonidos conocidos de Medio Oriente, sustituyendo los usados en la versión original. Para la gira mundial Tour of the Mongoose, Shakira incorpora al tema los tambores de la remezcla Sahara, y los incorpora a la introducción de «Whenever, Wherever» y «Suerte», esto implicó la ampliación de la interpretación, por lo que Shakira usa un candelabro en la intro de la interpretación. Además de eso, interpretó el tema en vivo en el programa de televisión alemán Wetten dass?. Al igual que en Tour of the Mongoose, para el Tour Fijación Oral se utilizó la misma estructura del tema, destacando que suprime el baile de candelabro con el uso de cuerdas, lo que se le conoció como el «baile de las cuerdas». Para promover el álbum en vivo En vivo y en privado, el tema se incluyó como el segundo sencillo luego de «Poem to a horse». Para la gira The Sun Comes Out World Tour, Shakira le dio al tema un sonido rock, por lo que hizo una mezcla de la canción «Unveliavable» de la banda rock inglesa EMF, allí interactúa con el público femenino para que interpreten junto a ella el tema. Durante los conciertos de El Dorado World Tour, se proyecta un video interludio de la mitología Chibcha sobre la creación del mundo (cultura de la cual se desprende la Leyenda de El Dorado) mientras que sonaban los acordes de la canción Despedida, después de esto aparece Shakira realizando la danza del vientre con una máscara personificando a la diosa Bachué, dando la espalda al público durante la introducción del Sahara Mix; luego durante la mitad de la canción vuelve a realizar la danza árabe con los tambores y coreografía de la versión en vivo de «Ojos Así» , para seguidamente interpretar la parte final del tema.
La canción fue incluida en el repertorio del Espectáculo de medio tiempo del Super Bowl LIV, donde tras entonar los primeros versos de «Ojos así», Shakira recupera la tradicional danza de la cuerda en la introducción de «Whenever, Wherever» para proseguir a interpretar la canción en sí. Mismo formato usó para su actuación en los MTV Video Music Awards 2023, como parte de un medley de sus grandes éxitos con motivo de su homenaje por la entrega del premio honorífico Michael Jackson Video Vanguard Award, sustituyendo la danza de la cuerda por unas dagas.
Para los shows de Las mujeres ya no lloran World Tour, Shakira presenta una vez más la danza de las dagas durante la introducción del tema con el remix Sahara, y  seguidamente presenta el tema principal con una estructura similar a la versión original, aunque esta vez incorporando arreglos con un sonido más "tribal".

## Formatos yremixes
| Disco compacto |                      |          |  |
| N.º            | Título               | Duración |  |
| 1.             | «Whenever, Wherever» | 3:17     |  |
| 2.             | «Objection (Tango)»  | 3:42     |  |

| Disco compacto |                      |          |  |
| N.º            | Título               | Duración |  |
| 1.             | «Whenever, Wherever» | 3:16     |  |
| 2.             | «Suerte»             | 3:14     |  |

| Disco compacto — «Suerte» |                                 |          |  |
| N.º                       | Título                          | Duración |  |
| 1.                        | «Suerte» («Wherever, Whenever») | 3:14     |  |
| 2.                        | «Whenever, Wherever»            | 3:16     |  |

| Disco compacto |                                |          |  |
| N.º            | Título                         | Duración |  |
| 1.             | «Whenever, Wherever»           | 3:16     |  |
| 2.             | «Suerte»                       | 3:14     |  |
| 3.             | «Whenever, Wherever» (TV edit) | 3:39     |  |
| 4.             | «Inevitable»                   | 3:13     |  |

| Maxisencillo |                      |          |  |
| N.º          | Título               | Duración |  |
| 1.           | «Whenever, Wherever» | 3:16     |  |
| 2.           | «Suerte»             | 3:14     |  |
| 3.           | «Estoy aquí»         | 3:55     |  |
| 4.           | «Tú»                 | 3:36     |  |

| Maxisencillo — «Suerte» |                                                     |          |  |
| N.º                     | Título                                              | Duración |  |
| 1.                      | «Suerte»                                            | 3:14     |  |
| 2.                      | «Whenever, Wherever»                                | 3:16     |  |
| 3.                      | «Estoy aquí»                                        | 3:55     |  |
| 4.                      | «Tú»                                                | 3:36     |  |
| 6.                      | «Whenever, Wherever» (Tracy Young's Spin Cycle Mix) | 7:03     |  |
| 7.                      | «Whenever, Wherever» (Dark Side Of The Moon Mix)    | 7:45     |  |

| Sencillo de cuatro pistas |                                                     |          |  |
| N.º                       | Título                                              | Duración |  |
| 1.                        | «Whenever, Wherever»                                | 3:16     |  |
| 2.                        | «Suerte»                                            | 3:14     |  |
| 3.                        | «Whenever, Wherever» (Tracy Young's Spin Cycle Mix) | 7:03     |  |
| 4.                        | «Whenever, Wherever» (Vídeo)                        |          |  |

| Vinilo de 12 pulgadas |                                                     |          |  |
| N.º                   | Título                                              | Duración |  |
| 1.                    | «Whenever, Wherever»                                | 3:16     |  |
| 2.                    | «Whenever, Wherever» (Tracy Young's Spin Cycle Mix) | 7:03     |  |
| 3.                    | «Whenever, Wherever» (A capela)                     | 3:37     |  |
| 4.                    | «Whenever, Wherever» (Tee's Blue Dub New Version)   | 7:37     |  |
| 5.                    | «Whenever, Wherever» (Dark Side Of The Moon Mix)    | 7:45     |  |

| 7 pulgadas |                      |          |  |
| N.º        | Título               | Duración |  |
| 1.         | «Whenever, Wherever» | 3:16     |  |
| 2.         | «Suerte»             | 3:14     |  |

| Vinilo de 7 pulgadas |                                |          |  |
| N.º                  | Título                         | Duración |  |
| 1.                   | «Suerte»                       | 3:14     |  |
| 2.                   | «Te aviso, te anuncio» (tango) | 3:47     |  |

## Listas de popularidad
| Lista                                  | Posición |
| 2001–02                                | 2001–02  |
| -------------------------------------- | -------- |
| Alemania (Media Control Charts)        | 1        |
| Argentina (CAPIF)                      | 1        |
| Australia (ARIA Charts)                | 1        |
| Austria (Ö3 Austria Top 40)            | 1        |
| Bélgica — Flandes (Ultratop 50)        | 1        |
| Bélgica — Valonia (Ultratop 50)        | 1        |
| Canadá (Canadian Hot 100)              | 4        |
| Centroamérica (Centroamerican Charts)  | 4        |
| Chile (Chilean Singles Chart)          | 1        |
| Colombia (National Report)             | 1        |
| Dinamarca (Tracklisten)                | 1        |
| España (PROMUSICAE)                    | 1        |
| Estados Unidos (Billboard Hot 100)     | 6        |
| Estados Unidos (Adult Pop Songs)       | 32       |
| Estados Unidos (Dance Club Play Songs) | 3        |
| Estados Unidos (Digital Songs)         | 72       |
| Estados Unidos (Latin Airplay)         | 1        |
| Estados Unidos (Latin Digital Songs)   | 4        |
| Estados Unidos (Hot Latin Songs)       | 1        |
| Estados Unidos (Latin Pop Songs)       | 1        |
| Estados Unidos (Latin Streaming Songs) | 8        |
| Estados Unidos (Pop Songs)             | 4        |
| Estados Unidos (Radio Songs)           | 6        |
| Estados Unidos (Rhythmic Songs)        | 27       |
| Europa (European Hot 100 Singles)      | 1        |
| Finlandia (Suomen virallinen lista)    | 1        |
| Francia (SNEP)                         | 1        |
| Grecia (IFPI)                          | 1        |
| Hungría (Rádiós Top 40)                | 1        |
| Irlanda (Chart-Track)                  | 1        |
| Italia (FIMI)                          | 1        |
| México (Top 100 México)                | 8        |
| Noruega (VG-lista)                     | 1        |
| Nueva Zelanda (Recorded Music NZ)      | 1        |
| Países Bajos (Single Top 100)          | 1        |
| Portugal (Billboard)                   | 1        |
| Reino Unido (UK Singles Chart)         | 2        |
| Suecia (Sverigetopplistan)             | 1        |
| Suiza (Schweizer Hitparade)            | 1        |
| Venezuela (Record Report)              | 1        |

| Lista                               | Posición |
| 2002                                | 2002     |
| ----------------------------------- | -------- |
| Alemania (Media Control Charts)     | 4        |
| Australia (ARIA Charts)             | 2        |
| Austria (Ö3 Austria Top 40)         | 1        |
| Bélgica — Flandes (Ultratop 50)     | 3        |
| Bélgica — Valonia (Ultratop 50)     | 3        |
| Estados Unidos (Billboard Hot 100)  | 28       |
| Estados Unidos (Hot Latin Songs)    | 3        |
| Finlandia (Suomen virallinen lista) | 8        |
| Francia (SNEP)                      | 3        |
| Irlanda (Chart-Track)               | 4        |
| Nueva Zelanda (Recorded Music NZ)   | 5        |
| Países Bajos (Single Top 100)       | 2        |
| Reino Unido (UK Singles Chart)      | 7        |
| Suiza (Schweizer Hitparade)         | 2        |

| Lista                           | Posición  |
| 2000-2010                       | 2000-2010 |
| ------------------------------- | --------- |
| Alemania (Media Control Charts) | 11        |
| Australia (ARIA Charts)         | 21        |
| Países Bajos (Single Top 100)   | 6         |
| Reino Unido (UK Singles Chart)  | 38        |

| Lista                              | Posición |
| ---------------------------------- | -------- |
| Bélgica — Valonia (Ultratop 50)    | 98       |
| Finlandia (Suomen viralinen lista) | 66       |

## Sucesión en listas
| Predecesor: «May It Be» de Enya                                                                                         | Media Control Charts — Sencillo N° 1 1 de febrero de 2002 — 12 de abril de 2002 | Sucesor: «Nessaja» de Scooter |
| Predecesor: «In Your Eyes» de Kylie Minogue                                                                             | ARIA Charts — Sencillo N° 1 3 de febrero de 2002 — 10 de marzo de 2002 | Sucesor: «Not Pretty Enough» de Kasey Chambers                                                                                      |
| Predecesor: «How You Remind Me» de Nickelback                                                                           | Ö3 Austria Top 40 — Sencillo N° 1 17 de febrero de 2002 — 24 de febrero de 2014 3 de marzo de 2014 — 7 de abril de 2014                                                                                | Sucesor: «How You Remind Me» de Nickelback «Engel» de Ben con Gim                                                                   |
| Predecesor: «Lopen op het water» de Marco en Sita                                                                       | Ultratop 50 (Flandes) — Sencillo N° 1 12 de marzo de 2002 — 13 de abril de 2002 | Sucesor: «Désenchantée» de Kate Ryan                                                                                                |
| Predecesor: «On se ressemble» de Mario                                                                                  | Ultratop 50 (Valonia) — Sencillo N° 1 30 de marzo de 2002 — 6 de abril de 2002 | Sucesor: «L'agitateur» de Jean-Pascal                                                                                               |
| Predecesor: «How You Remind Me» de Nickelback «Freeek!» de George Michael                                               | Tracklisten — Sencillo N° 1 8 de febrero de 2002 — 22 de marzo de 2014 5 de abril de 2002 — 19 de abril de 2014                                                                                        | Sucesor: «Freeek!» de George Michael «Stomp!» de DJ Aligator Project                                                                |
| Predecesor: «Partiendo la pana» de Estopa                                                                               | PROMUSICAE — Sencillo N° 1 29 de octubre de 2001 — 5 de noviembre de 2001 | Sucesor: «Gracias por la música» de Operación triunfo                                                                               |
| Predecesor: «O me voy o te vas» de Marco Antonio Solís «Héroe» de Enrique Iglesias                                      | Hot Latin Songs — Sencillo N° 1 6 de octubre de 2001 — 3 de noviembre de 2001 10 de noviembre de 2001 — 24 de noviembre de 2001                                                                        | Sucesor: «Héroe» de Enrique Iglesias «Déjame entrar» de Carlos Vives                                                                |
| Predecesor: «Azul» de Cristian Castro                                                                                   | Latin Pop Songs — Sencillo N° 1 29 de septiembre de 2001 — 1 de diciembre de 2001 | Sucesor: «Héroe» de Enrique Iglesias                                                                                                |
| Predecesor: «Get the Party Started» de Pink                                                                             | European Hot 100 — Sencillo N° 1 9 de marzo de 2002 — 1 de junio de 2002 | Sucesor: «Without me» de Eminem |
| Predecesor: «Dance d'amour» de The 69 Eyes                                                                              | Suomen virallinen lista — Sencillo N° 1 4 de febrero de 2002 — 11 de febrero de 2002 | Sucesor: «Live Your Life» de Bomfunk MC's                                                                                           |
| Predecesor: «Qui est l'exemple?» de Rohff                                                                               | SNEP Chart — Sencillo N° 1 30 de marzo de 2002 — 20 de abril de 2002 | Sucesor: «Tous ensemble» de Johnny Hallyday                                                                                         |
| Predecesor: «There's a Whole Lot of Loving Going On» de Six                                                             | Chart-Track — Sencillo N° 1 21 de marzo de 2002 — 28 de marzo de 2002 | Sucesor: «Unchained Melody» de Gareth Gates                                                                                         |
| Predecesor: Desconocido «Questa è la mia vita» de Ligabue «Questa è la mia vita» de Ligabue «Freeek!» de George Michael | FIMI Charts — Sencillo N° 1 31 de enero de 2002 — 14 de febrero de 2002 28 de febrero de 2002 — 7 de marzo de 2002 14 de marzo de 2002 — 21 de marzo de 2002 28 de marzo de 2002 — 18 de abril de 2002 | Sucesor: «Questa è la mia vita» de Ligabue «Questa è la mia vita» de Ligabue «Freeek!» de George Michael «The Hindu Times» de Oasis |
| Predecesor: «Ramp!» de Scooter «Forever Not Yours» de a-ha                                                              | VG-lista — Sencillo N° 1 4 de febrero de 2002 — 7 de abril de 2002 4 de mayo de 2002 — 11 de mayo de 2002                                                                                              | Sucesor: «Forever Not Yours» de a-ha «If Tomorrow Never Comes» de Ronan Keating                                                     |
| Predecesor: «Get the Party Started» de Pink «Amazing» de Alex Lloyd                                                     | Recorded Music NZ — Sencillo N° 1 10 de febrero de 2002 — 10 de marzo de 2002 17 de marzo de 2002 — 14 de abril de 2002                                                                                | Sucesor: «Amazing» de Alex Lloyd «Hands Clean» de Alanis Morissette                                                                 |
| Predecesor: «Lopen op het water» de Marco en Sita                                                                       | Single Top 100 — Sencillo N° 1 16 de febrero de 2002 — 27 de abril de 2002 | Sucesor: «Trackin'» de Billy Crawford                                                                                               |
| Predecesor: «Life» de E-Type «Luften bor i mina steg» de Håkan Hellström                                                | Sverigetopplistan — Sencillo N° 1 25 de enero de 2002 — 1 de febrero de 2002 15 de febrero de 2002 — 22 de marzo de 2002                                                                               | Sucesor: «Luften bor i mina steg» de Håkan Hellström «Never Let It Go» de Afro-Dite                                                 |
| Predecesor: «Pay My Dues» de Anastacia                                                                                  | Schweizer Hitparade — Sencillo N° 1 3 de febrero de 2002 — 22 de mayo de 2002 | Sucesor: «Without me» de Eminem |

## Certificaciones
| Territorio (Certificador)     | Certificación | Ventas certificadas | Simbolización | Ref.    |
| ----------------------------- | ------------- | ------------------- | ------------- | ------- |
| Alemania (BVMI)               | 3× oro        | 750 000             | 3×●           | [ 35 ]  |
| Australia (ARIA)              | 4× platino    | 280 000             | 3×▲           | [ 77 ]  |
| Austria (IFPI — Austria)      | Platino       | 30 000              | ▲             | [ 40 ]  |
| Bélgica (BEA)                 | 2× platino    | 100 000             | 2× ▲          | [ 46 ]  |
| Finlandia (Musiikkituottajat) | Oro           | 5 477               | ●             | [ 54 ]  |
| Francia (SNEP)                | Diamante      | 970 000             | 10× ▲         | [ 57 ]  |
| Grecia (IFPI — Grecia)        | Platino       | 30 000              | ▲             | [ 138 ] |
| Noruega (IFPI — Noruega)      | 3× platino    | 30 000              | 3× ▲          | [ 65 ]  |
| Nueva Zelanda (RIANZ)         | Platino       | 15 000              | ▲             | [ 81 ]  |
| Reino Unido (BPI)             | Platino       | 1 030 000           | ▲             | [ 68 ]  |
| Suecia (GLF)                  | 2× platino    | 40 000              | 2× ▲          | [ 72 ]  |
| Suiza (IFPI — Suiza)          | 2× platino    | 80 000              | 2× ▲          | [ 74 ]  |

## Lista de premios y nominaciones
Premios y nominaciones obtenidos por «Whenever, Wherever» y «Suerte»
| Año  | Ceremonia de premios                  | Categoría                            | Resultado | Ref.    |
| ---- | ------------------------------------- | ------------------------------------ | --------- | ------- |
| 2002 | ALMA Awards                           | Canción del año                      | Nominado  | [ 139 ] |
| 2002 | MTV Video Music Awards Latinoamérica  | Vídeo del año                        | Ganador   | [ 87 ]  |
| 2002 | Premios Billboard de la música latina | Latin pop airplay del año            | Nominado  | [ 140 ] |
| 2002 | Premios Grammy Latino                 | Mejor vídeo musical en formato corto | Ganador   | [ 141 ] |
| 2002 | MuchMusic Video Awards                | Mejor vídeo de artista internacional | Ganador   | [ 142 ] |
| 2002 | MTV Europe Music Awards               | Mejor canción                        | Nominado  | [ 143 ] |
| 2002 | MTV Video Music Awards                | Mejor vídeo femenino                 | Nominado  | [ 22 ]  |
| 2002 | MTV Video Music Awards                | Mejor vídeo pop                      | Nominado  | [ 22 ]  |
| 2002 | MTV Video Music Awards                | Mejor vídeo dance                    | Nominado  | [ 22 ]  |
| 2002 | MTV Video Music Awards                | Mejor cinematografía en un vídeo     | Nominado  | [ 22 ]  |
| 2002 | Ritmo Latino Music Awards             | Vídeo del año                        | Ganador   | [ 86 ]  |
| 2003 | BMI Music Awards                      | Canción ganadora                     | Ganador   | [ 144 ] |
| 2003 | Premios Echo                          | Mejor sencillo internacional         | Nominado  | [ 145 ] |
| 2003 | NRJ Music Awards                      | Canción internacional del año        | Ganador   | [ 23 ]  |